# Reina Mundial del Banano
Reina Mundial del Banano (Regina mondiale delle banane) è un concorso di bellezza che si tiene annualmente a Machala in Ecuador dal 1985, ed è riservato alle nazioni in cui vengono coltivate banane.. Il concorso viene trasmesso in Ecuador da Canal Uno.

## Albo d'oro
| Anno | Reina Mundial Del Banano         | Nazione     | Virreina Mundial Del Banano        | Nazione         | Turismo Internacional | Nazione | Località         |
| ---- | -------------------------------- | ----------- | ---------------------------------- | --------------- | --------------------- | ------- | ---------------- |
| 1985 | Rosibel Chacón Pereira           | Costa Rica  | Cristiane Lasita Passos            | Brasile         |                       |         | Machala, Ecuador |
| 1986 | Betzabeth Emilia Coelles Araújo  | Venezuela   | María Eugenia Benjamín             | Panama          | Machala, Ecuador      |         |                  |
| 1987 | Carla Irene Trombotti Moreno     | Uruguay     | Doris Mora Bejarano                | Ecuador         | Machala, Ecuador      |         |                  |
| 1988 | Ximena Paullette Correa Jarre    | Ecuador     | Rita Rosina Verreos                | Venezuela       | Machala, Ecuador      |         |                  |
| 1989 | Cristiane Corrales Ferreira      | Brasile     | Tatiana Paladines Córdova          | Ecuador         | Machala, Ecuador      |         |                  |
| 1990 | Luz Angélica Ruiz Velasco        | Messico     | Daniela Lores Quintero             | Venezuela       | Machala, Ecuador      |         |                  |
| 1991 | Mónica Rodríguez Chávez          | Colombia    | María Fernanda Corral Dazza        | Ecuador         | Machala, Ecuador      |         |                  |
| 1992 | Gisselle Amelia González Aranda  | Panama      | Idis Mabel Vélez Romero            | Porto Rico      | Machala, Ecuador      |         |                  |
| 1993 | Yadira Yesenia Ríos García       | Messico     | Phyllis Motta Ruiz De Somucursio   | Panama          | Machala, Ecuador      |         |                  |
| 1994 | Liliana Noemi González Mena      | Paraguay    | Ana Lucía Granda Aguilar           | Ecuador         | Machala, Ecuador      |         |                  |
| 1995 | Gabriela Aguilar Chavarría       | Costa Rica  | Fabiana Fontanella                 | Brasile         | Machala, Ecuador      |         |                  |
| 1996 | Paula Denisse Simom              | Brasile     | Marisela Moreno Montero            | Panama          | Machala, Ecuador      |         |                  |
| 1997 | Adriana de Jesús Zúñiga Sáenz    | Costa Rica  | Karla Hannelore Beteta Forkel      | Guatemala       | Machala, Ecuador      |         |                  |
| 1998 | Jessica Lynn Bryan Gándara       | Guatemala   | Noelia Ortiz Melo                  | Italia          | Machala, Ecuador      |         |                  |
| 1999 | Amaloha Elisa Méndez Silverio    | Venezuela   | Viviana Brener Campo               | Costa Rica      | Machala, Ecuador      |         |                  |
| 2000 | Melania Canino Santos            | Porto Rico  | Alejandra Vélez Londoño            | Colombia        | Machala, Ecuador      |         |                  |
| 2001 | Claudia Alejandra Palacios López | Colombia    | Shadelyn López                     | Porto Rico      | Machala, Ecuador      |         |                  |
| 2002 | Isabel Cristina Estrada Cano     | Colombia    | Susanne Tocker                     | Germania        | Machala, Ecuador      |         |                  |
| 2003 | Liliana Judith De Cambil Ávila   | Colombia    | Amanda Cothran                     | Stati Uniti     | Machala, Ecuador      |         |                  |
| 2004 | Anna María Ezechiels             | Canada      | María Gabriela Granda Román        | Ecuador         | Machala, Ecuador      |         |                  |
| 2005 | Tatiana María Bastidas Castañeda | Colombia    | Jessica Torejani                   | Brasile         | Machala, Ecuador      |         |                  |
| 2006 | Verónica María González Quesada  | Costa Rica  | Rosibel María Eugenia Macías Álava | Ecuador         | Machala, Ecuador      |         |                  |
| 2007 | Jennifer Johanna Schell Dorantes | Venezuela   | Izaskun Arana Cándela              | Ecuador         | Machala, Ecuador      |         |                  |
| 2008 | Amanda Renee Delgado             | Stati Uniti | Nailette Cristina Romero Gazaui    | Venezuela       | Machala, Ecuador      |         |                  |
| 2009 | Josephine Karam León             | Venezuela   | Dalia Cristina Fernández Sánchez   | Rep. Dominicana | Machala, Ecuador      |         |                  |
| 2010 | Hilda Alessa Gamez Phillips      | Honduras    | Laura Vivian Spoya Solano          | Perù            | Machala, Ecuador      |         |                  |
| 2011 | Lizeth Carolina González Romero  | Colombia    | Johanna Acs                        | Germania        | Machala, Ecuador      |         |                  |
| 2012 | Jennifer Giselle Valle Morel     | Honduras    | Nerys Margarita Díaz Ramírez       | Venezuela       | Machala, Ecuador      |         |                  |
| 2013 | Manou Volkmer                    | Germania    | Donají López                       | Messico         | Machala, Ecuador      |         |                  |
| 2014 | Susan Romanishin                 | Stati Uniti | Alessandra Freitas                 | Brasile         | Machala, Ecuador      |         |                  |
| 2015 | Carolina Rodríguez Durán         | Costa Rica  | Yuliska Fayruz Guevara Arocha      | Venezuela       | Machala, Ecuador      |         |                  |
| 2016 | Ivana Yturbe Contreras           | Perù        | Rusbell López Rodríguez            | Venezuela       | Ivonne Hernández      | Messico | Machala, Ecuador |